# أسيتات الزنك
أسيتات الزنك هو مركب كيميائي صيغته C4H6O4Zn، والتي تكتب عادة بالشكل المفصل Zn(CH3CO2)2، ويوجد على هيئة صلب بلوري أبيض.

## التحضير
يحضر هذا المركب من أثر حمض الخليك على كربونات أو أكسيد الزنك:
{\displaystyle \mathrm {ZnO+2\ CH_{3}COOH\longrightarrow Zn(CH_{3}COO)_{2}+H_{2}O} }
{\displaystyle \mathrm {ZnCO_{3}+2\ CH_{3}COOH\longrightarrow Zn(CH_{3}COO)_{2}+H_{2}O+CO_{2}\uparrow } }

## الخواص
يوجد المركب في الشروط القياسية على هيئة صلب أبيض، وهو ينحل بشكل جيد في الماء، وعادةً ما يوجد بالشكل المائي ثنائي الهيدرات Zn(CH3CO2)2·2H2O.

## الاستخدامات
يستخدم هذا المركب ضمن المضافات الغذائية وله الرقم E650.